# Exetastes cyaneus
Exetastes cyaneus är en stekelart som beskrevs av Szepligeti 1914. Exetastes cyaneus ingår i släktet Exetastes och familjen brokparasitsteklar. Inga underarter finns listade i Catalogue of Life.